# Cell Death and Disease
Cell Death and Disease is een internationaal, aan collegiale toetsing onderworpen open access wetenschappelijk tijdschrift op het gebied van de celbiologie. De naam wordt in literatuurverwijzingen meestal afgekort tot Cell Death Dis. Het wordt uitgegeven door Nature Publishing Group en verschijnt maandelijks. Het eerste nummer verscheen in 2010.